# 高梨麻衣
高梨 麻衣（たかなし まい、1990年4月3日 - ）は、日本のタレント、アイドル、レースクイーン。かつてはプラチナムプロダクションに所属していた。神奈川県川崎市出身。成蹊大学文学部国際文化学科卒業。

## 来歴・人物
高校3年の時「ZAK THE QUEEN 2008」に出場するも落選（ちなみにこの年のグランプリは事務所の先輩である手島優だった）。大学入学後、ミス成蹊2009にエントリーナンバー3で参加し、ミスDHCとミスPEACH JOHN賞を受賞。
2010年1月1日、『キャンパスナイトフジ』スペシャルで行なわれた公開オーディションに合格、キャンパスナイターズ3期生となる。同年には「神宮花火大会 浴衣美人コンテスト」でグランプリを受賞。この他、江崎グリコの「ポッキーRANPARAガールズ」、2010年のSUPER GTイメージガール『G☆RACE』、2011SUPER GT「Weider GTガール」などを歴任。同事務所の北條まみ、小田あさ美、加藤遥、由井香織、加藤桃子と共にガールズエアバンド『ドッペルゲンガー』を組み、サマーソニック2012に出場している。
2013年、福岡県北九州市の商業施設「あるあるCity」のイメージガール“あるあるGirls”オーディションにエントリーするも、受賞はならなかった。
趣味は英会話。特技は新体操、ボウリング。

## 出演

### テレビ
- キャンパスナイトフジ（フジテレビジョン）
- 第44回日本作詩大賞（2011年11月27日、テレビ東京） - アシスタント[4]
- ゴッドタン〜The God Tongue 神の舌〜「マジ嫌い1/5」（2012年1月7日、テレビ東京）

### 映画
- アリーナロマンス（2007年10月6日、トリウッドスタジオプロジェクト） - 中本美麗 役

## レースクイーン
- 2010SUPER GTイメージガール「G☆RACE」（グレース）
- 2011SUPER GT「Weider GTガール」

## リリース作品

### 写真集
- キャンパスナイトフジ しこたま卒業アルバム（2010年3月19日、講談社） ISBN 978-4-06-379441-0

### DVD
- 教えてあげる。（2011年11月23日、イーネット・フロンティア） ENFD-5356

## 参加作品（CD）
- エロくないのにエロく聴こえる歌 〜しこたまがんばれ!〜（2010年3月17日、ポニーキャニオン） - キャンパスナイターズ
- SUPER EUROBEAT presents SUPER GT 2010（2010年4月28日、avex trax） - G☆RACE（曲名『FLY HIGH!!』）
- SUPER EUROBEAT presents SUPER GT 2010 -Second Round-（2010年9月8日、avex trax） - G☆RACE（曲名『FLY AGAIN』）